# Enes alboguttatus
Enes alboguttatus là một loài bọ cánh cứng trong họ Cerambycidae.